# جلين سفلي
جلين سفلي (بالفارسية: جلین سفلی) هي قرية تقع في غلستان في إيران. يقدر عدد سكانها بـ 548 نسمة بحسب إحصاء 2016.